# フランチェスコ・ブリッツィオ
フランチェスコ・ブリッツィオ（Francesco Brizio、姓はブリッツィ(Brizzi)とも、1574年 - 1623年）はイタリアの画家、版画家である。ボローニャで働いた.。

## 略歴
ボローニャで生まれた。バルトロメオ・パッサロッティ(Bartolomeo Passarotti: 1529–1592)の弟子になり、その後アゴスティーノ・カラッチ(1557-1602)やルドヴィコ・カラッチ(1555-1619) のもとでも修行した。
ブリッツィオについては、1678年に『ボローニャ画家列伝(Felsina pittrice, vite de’ pittori bolognesi)』を出版した歴史家のチェザーレ・マルヴァジーア(Carlo Cesare Malvasia: 1616-1693)の記述には、別の画家、ジョヴァンニ・フランチェスコ・ベッツィ(Giovanni Francesco Bezzi: c.1500-1571、別名:  il Nosadella )との混同があるとされる。
ルーチォ・マッサーリ(Lucio Massari: 1569-1633) やリオネッロ・スパーダ(1576-1622)の助手として働き、ベンティヴォーリオ宮殿(Palazzo Bentivoglio)の装飾画を描いた。モデナの貴族、ボスケッティ伯爵(Boschetti)の邸やピエーヴェ・ディ・チェントの礼拝堂(Oratorio della SS Trinità)の天井画も描き、ボローニャの教会(Basilica di San Petronio)の聖母像を描いた。
版画もアゴスティーノ・カラッチに学び、カラッチ兄弟や、パルミジャニーノ、コレッジョといった有名な画家の作品を版画にした。
1623年にボローニャで没した。息子のフィリッポ・ブリッツィオ(Filippo Brizzi or Briccio or Brizio: 1603–1675)も画家になった。弟子にはドメニコ・アンブロージ(Domenico Ambrogi: c.1600-after 1678)がいる。

## 作品

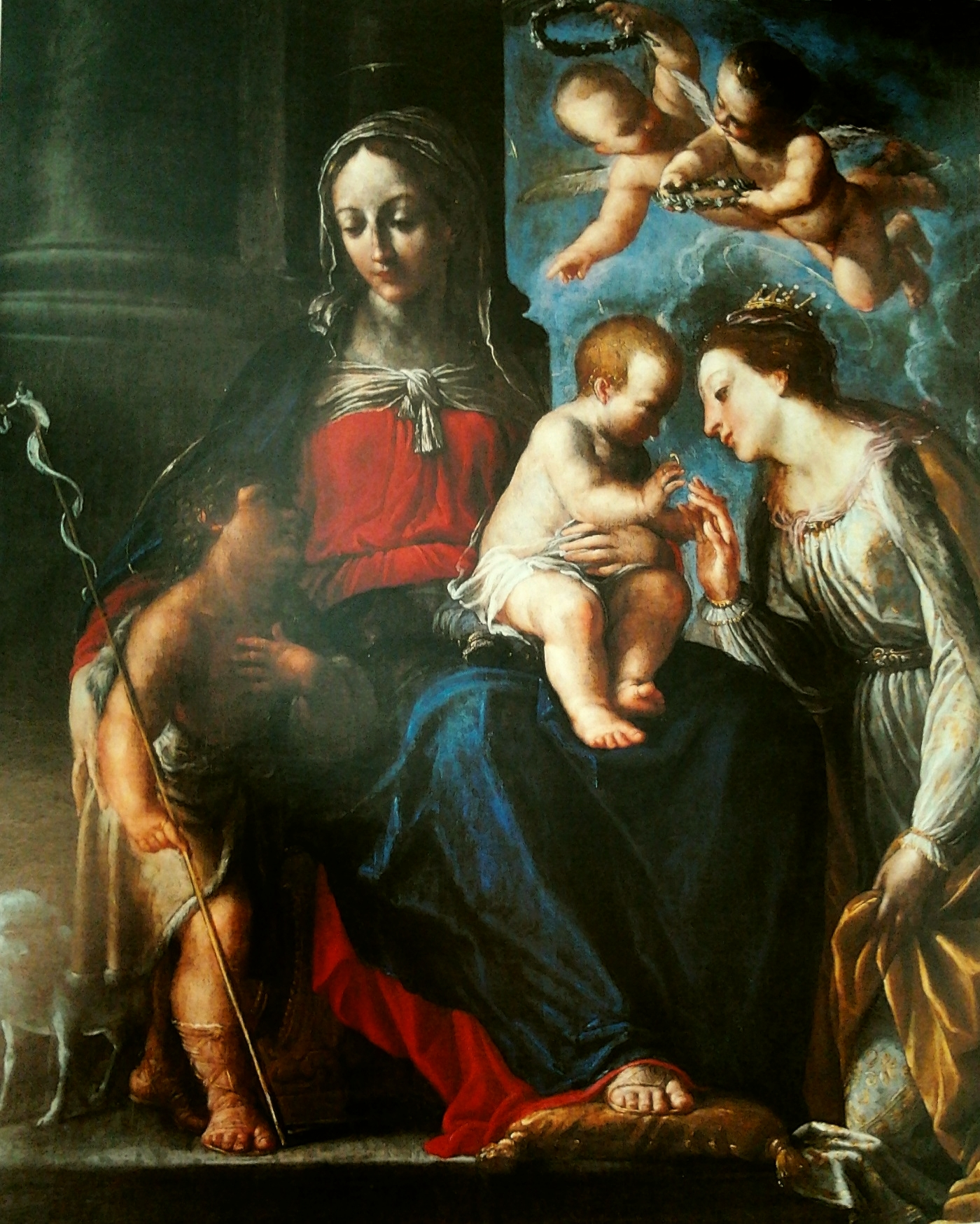
聖カタリナの結婚 (1610s)
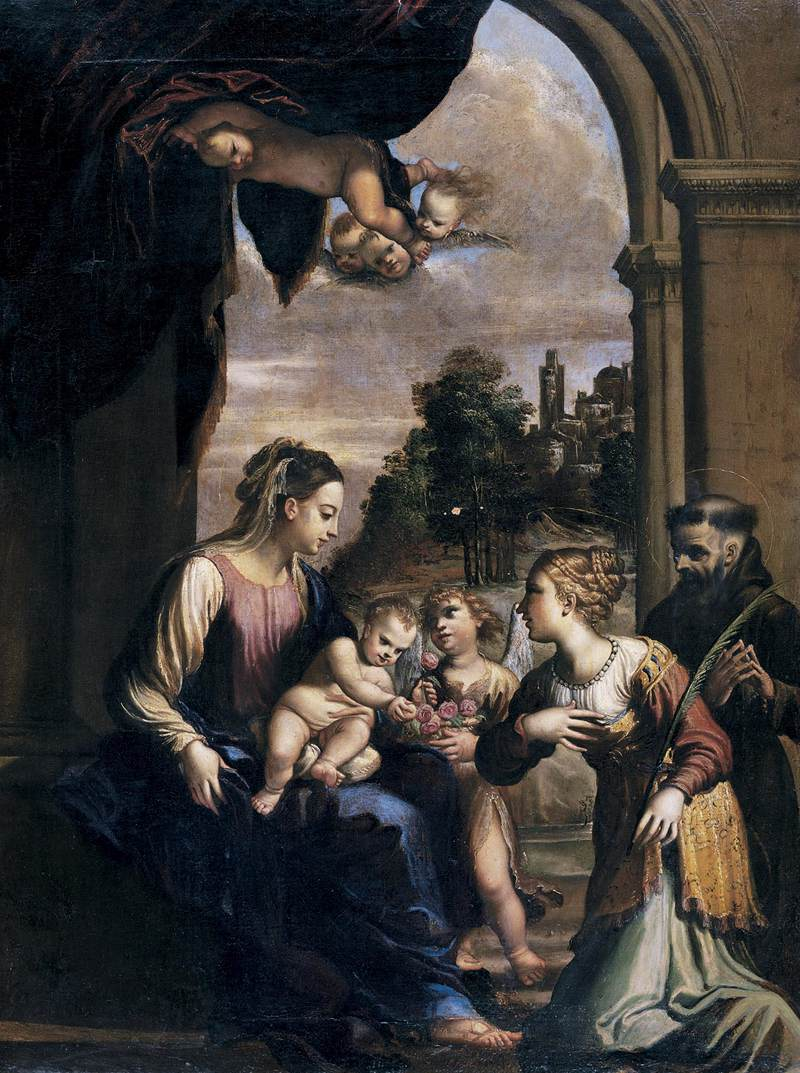
聖母子と聖カタリナと聖フランシスコ
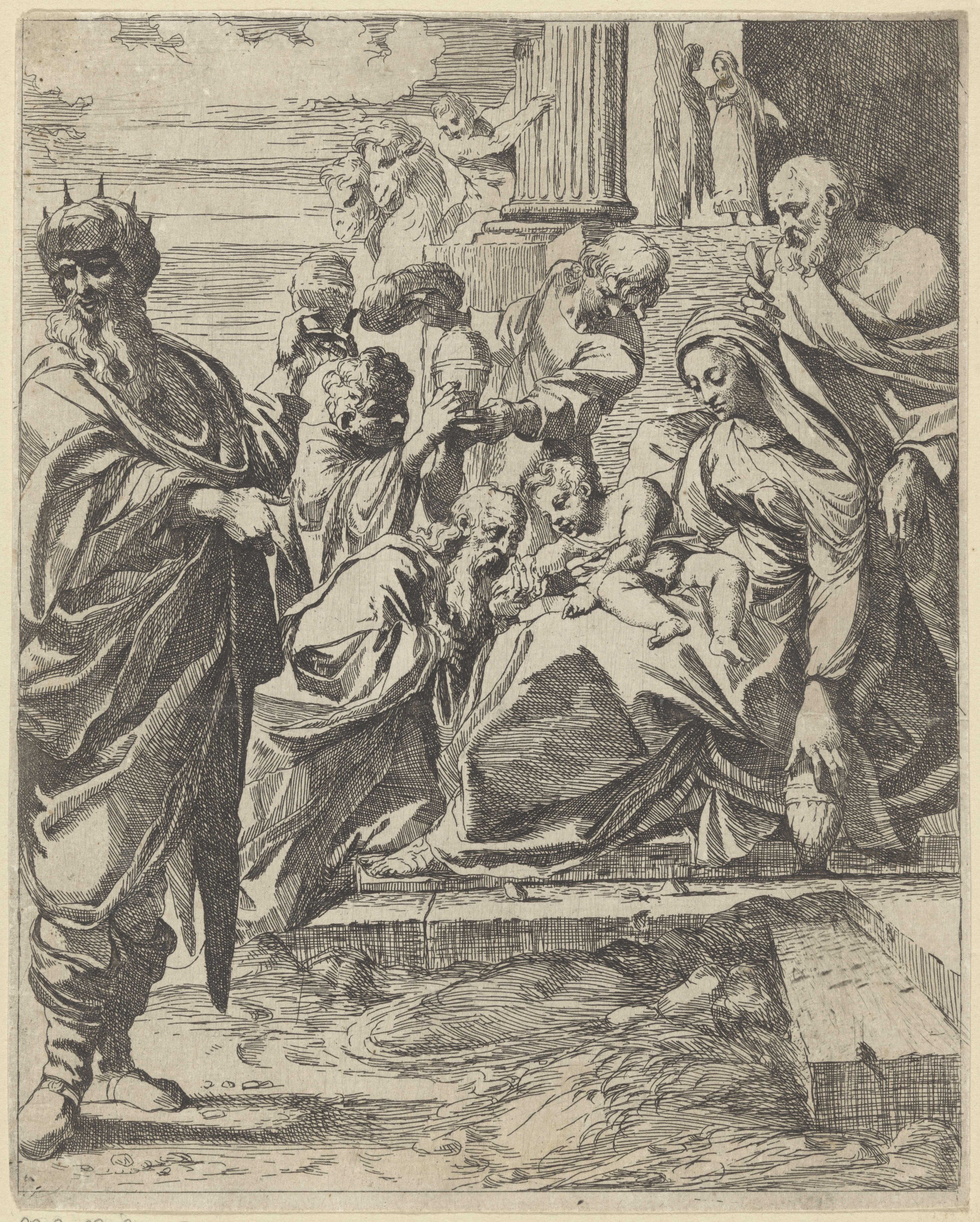
ルドヴィコ・カラッチの原画による版画
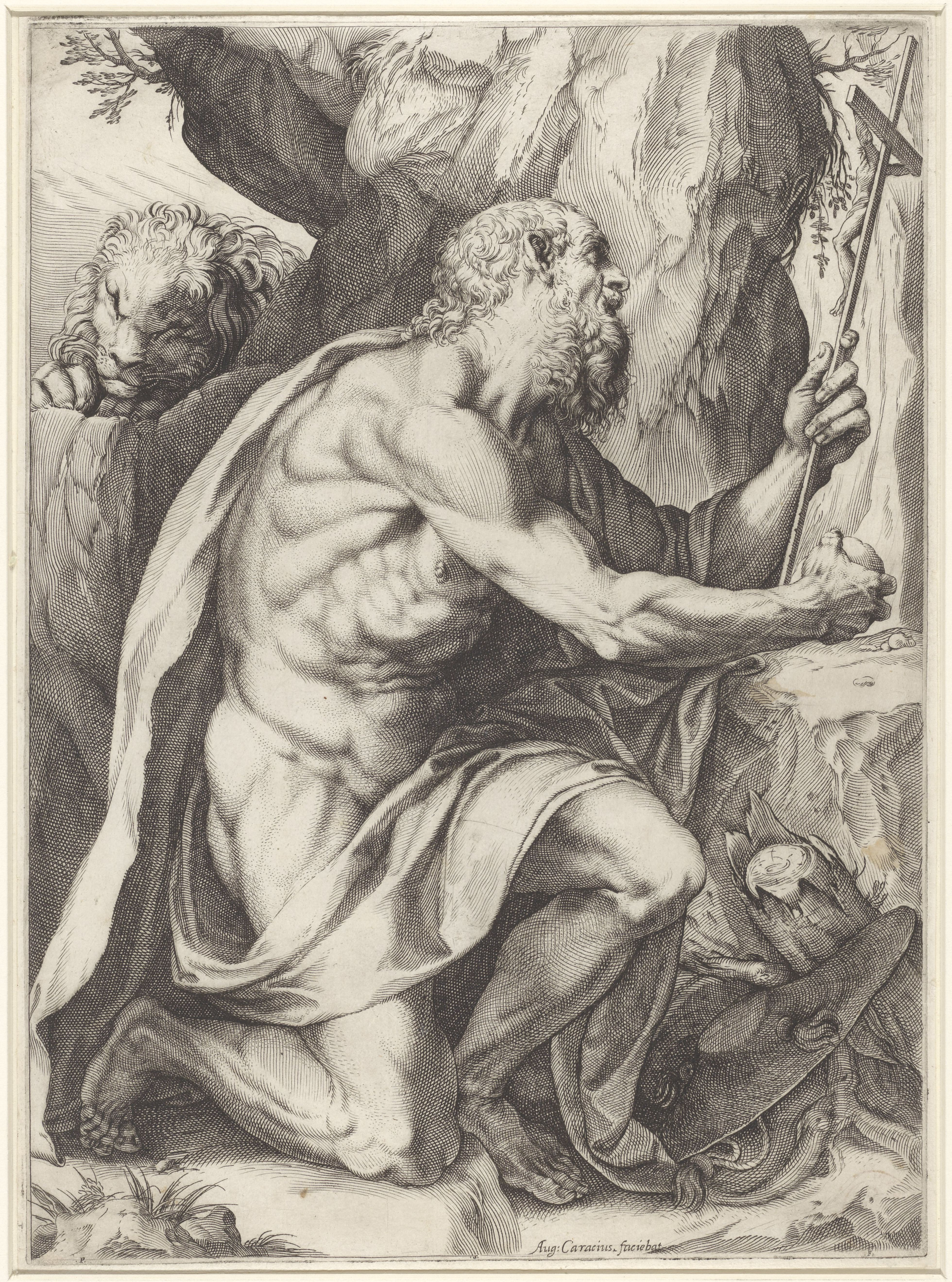
アゴスティーノ・カラッチの原画による版画「聖ヒエロニムス」